# FlatOut (Wii)
FlatOut — видеоигра серии в жанре аркадных автогонок с элементами гонок на выживание, изданная компаниями Zoo Games и Funbox Media эксклюзивно для игровой консоли Wii. Была выпущена 23 ноября 2010 года в Северной Америке и 27 июля 2012 года в Европе. Это первая часть серии FlatOut, разработанная Team6 Game Studios.
Игровой процесс схож с предыдущими частями серии и основан на гонках с разрушениями автомобилей. В аркаде представлены различные вымышленные автомобили, трассы, а также четыре режима с поддержкой как однопользовательской, так и многопользовательской игры.
Игра разрабатывалась после того, как права на FlatOut перестали принадлежать компании Empire Interactive (из-за банкротства последней в 2009 году), которая издавала предыдущие части серии. FlatOut для Wii получила смешанные оценки. Критиковали в основном геймплей и неудобное управление, но похвалили виды состязаний, саундтрек и дизайн меню.

## Игровой процесс

Игра в режиме «Racing». FlatOut для консоли Wii во многом схожа с предыдущими частями серии, основываясь на соревнованиях с разрушением автомобилей

FlatOut представляет собой аркадную гоночную игру с элементами гонок на выживание, выполненную в трёхмерной графике. Игровой процесс схож с предыдущими частями серии: требуется проходить гоночные состязания, открывая новые машины и уровни. Автомобили, как и в предшественниках, являются вымышленными моделями, и повреждаются при столкновениях, которые как отображаются в виде деформации деталей машин, так и влияют на его поведение на дороге: во время столкновений на экране появляется счётчик «жизни», при достижении которого отметки 0 % автомобиль взрывается. Каждое транспортное средство можно настроить перед заездом, например поменять цвет и выбрать тип шин. Если выполнять различные манёвры, например занос и прыжок, то пополняется запас нитро, которое позволяет быстрее ускоряться. На трассах встречаются капсулы с бонусами, например восстановление целого состояния автомобиля или дополнительное нитро.
Всего присутствует четыре режима: «Racing», «Stunt», «Battle Arena» и «Car Basher». Все они доступны как в одиночном, так и в многопользовательском варианте с технологией разделённого экрана для двух игроков. В режиме «Racing» нужно проходить гонки; за первое место предоставляется золотой кубок, за второе — серебряный, за третье — бронзовый. В режиме «Stunt» нужно выбрасывать из автомобиля водителя — задания представляют собой его броски на дальнее расстояние, на высоту и тому подобные, а телом водителя можно управлять; чем лучше результат, тем больше дадут очков, а значит и выше шансов на победу. В режиме «Battle Arena» нужно разбить машины противников на специальных аренах, и при этом не быть разбитым ими. В «Car Basher» (на некоторых интернет-ресурсах упоминается как «Trash») нужно разбить автомобиль соперника с помощью молота, пилы и многих других приспособлений, а время для уничтожения машины ограничено; иногда некоторые запчасти автомобиля подсвечиваются, и при ударе по ним в это время они сильнее разбиваются, а чем сильнее разбит автомобиль за время, тем больше очков и выше шансов на победу, при которой игроку становится доступным тот автомобиль, который он разбил.

## Разработка и выход игры
Создание новой части серии FlatOut началось в 2010 году, когда права на франшизу перестали принадлежать компании Empire Interactive, издававшей предыдущие игры серии. Новая FlatOut является спин-оффом серии, она разрабатывалась эксклюзивно для консоли Wii командой Team6 Game Studios, которая имела опыт по созданию аркадных гоночных игр.
Новая часть серии FlatOut была анонсирована 4 мая 2010 года. В проекте сохранены основные черты предшественников, такие как гонки с разрушениями автомобилей и трюками, но также добавлены новые режимы и особенности: специально под управление на Wii с помощью контроллера Wii Remote был разработан режим «Car Basher», в котором нужно разбить автомобиль соперника, тем самым открыв его для гонок. Генеральный директор Team6 Game Studios, Ронни Нелис, заявил, что «для его команды является большой честью работать над такой известной франшизой, как FlatOut». На протяжении разработки создатели выкладывали новые скриншоты и видеоролики, показывающие особенности гоночной аркады.
Выпуск FlatOut состоялся 23 ноября 2010 года в Северной Америке, игра была издана компанией Zoo Games. 27 июля 2012 года аркаду выпустили в Европе, где издателем выступила компания Funbox Media. Помимо этого, FlatOut планировалась к выходу на Xbox 360, но разработка данной версии была отменена.

## Оценки и мнения
| Иноязычные издания | Иноязычные издания |
| Издание            | Оценка             |
| ------------------ | ------------------ |
| AllGame            | [ 8 ]              |
| N4G                | 70/100             |
| Nintendo Gamer     | 20/100             |

Игра была смешанно воспринята прессой. Некоторые критики хвалили графику и режимы, но ряд рецензентов раскритиковали управление и геймплей.
Обозреватель сайта N4G оценил FlatOut в 70 баллов из 100 возможных, отметив в целом неплохую графику (в частности, устойчивую кадровую частоту и некоторые интересные эффекты частиц) и четыре разнообразных режима, но покритиковал неудобное управление на высоких скоростях через контроллер Wii Remote, а также заметил, что некоторые игроки будут разочарованы отсутствием онлайн-мультиплеера. В итоге рецензент заявил: «FlatOut, конечно, не самая лучшая гоночная игра на Wii, но за стоимость в 19,99 долларов, она предлагает достаточно [контента], чтобы покупка была оправданной для фанатов гоночных аркад».
Тем не менее, встречались и негативные отзывы. Например, на сайте AllGame FlatOut получила оценку в две с половиной звезды из пяти возможных. В журнале Nintendo Gamer аркаде поставили 20 баллов из 100 возможных, и FlatOut была названа ужасной игрой с «болезненно неточными» элементами управления.